# سوني ستيفنز
سوني ستيفنز (بالهولندية: Sonny Stevens) (22 يونيو 1992 هورن هولندا - ) هو لاعب كرة قدم هولندي يلعب كحارس مرمى.

## روابط خارجية
- سوني ستيفنز على موقع قاعدة بيانات كرة القدم.إي يو (الإنجليزية)
- سوني ستيفنز على موقع Soccerway.com (الإنجليزية)
- سوني ستيفنز على موقع عالم كرة القدم.نت (الإنجليزية)